# Илиџа
Илиџа је градска четврт на простору насељеног мјеста Сарајево и сједиште истоимене општине у Кантону Сарајево. Позната је по бањи, рекреативним и туристичким садржајима међу којима су најпознатији Врело Босне и Стојчевац. Према прелиминарним подацима пописа становништва 2013. године, на територији општине Илиџа је пописано 63.528 лица.

## Географија
Илиџа се налази на 499 метара надморске висине у самом подножју планине Игман. Лоцирана је на централном дијелу важног природног магистралног правца који иде долином ријеке Босне и Неретве, спајајући се, на сјеверу, са средњом Европом, и на југу, излазећи на Јадранско море. Илиџа спада у умјерене субалпске области.
Име Илиџа потиче од старе турске ријечи илаџ - што изворно значи и означава мјесто које је здраво, које нуди, даје и осигурава здравље, место које лијечи и на којем свако може наћи лијек.

## Становништво
|                      | 2013.           |
| Укупно               | 63 528 (100,0%) |
| Бошњаци              | 55 231 (86,94%) |
| Хрвати               | 2 911 (4,582%)  |
| Срби                 | 1 523 (2,397%)  |
| Босанци              | 995 (1,566%)    |
| Неизјашњени          | 630 (0,992%)    |
| Турци                | 565 (0,889%)    |
| Босанци и Херцеговци | 454 (0,715%)    |
| Роми                 | 376 (0,592%)    |
| Остали               | 298 (0,469%)    |
| Муслимани            | 256 (0,403%)    |
| Албанци              | 146 (0,230%)    |
| Непознато            | 57 (0,090%)     |
| Југословени          | 31 (0,049%)     |
| Црногорци            | 22 (0,035%)     |
| Словенци             | 12 (0,019%)     |
| Православци          | 10 (0,016%)     |
| Македонци            | 8 (0,013%)      |
| Украјинци            | 3 (0,005%)      |